# Psychologie-Fachschaften-Konferenz
Die Psychologie-Fachschaften-Konferenz (kurz: PsyFaKo e. V.) ist als Bundesfachschaftentagung der Zusammenschluss aller Psychologie-Fachschaften im deutschsprachigen Raum (Deutschland, Österreich und die Schweiz), der die Interessen der Psychologiestudierenden vertritt. Als eingetragener Verein, ist es ihr Ziel, die Vernetzung der Fachschaften zu fördern, politische Aktionen auf Länder- und Bundesebene zu initiieren und die Interessen der Psychologiestudierenden auch über die Konferenzen hinaus zu vertreten.
Die PsyFaKo bietet Studierenden des Fachs Psychologie im deutschsprachigen Raum folgende Unterstützungsangebote:
- Masterliste[2]: Eine umfassende Übersicht über Psychologie-Masterstudiengänge in Deutschland, inklusive Informationen zu Bewerbungsfristen, Zulassungsvoraussetzungen und Studienschwerpunkten.

- Praktikumsdatenbank[3]: Eine Sammlung von Erfahrungsberichten, in denen Studierende ihre Praktika in verschiedenen psychologischen Arbeitsbereichen bewerten und beschreiben.

- Institutsliste[4]: Ein Verzeichnis von Aus- und Weiterbildungseinrichtungen für Psychotherapie, das einen Überblick über wichtige Informationen wie Therapieverfahren, Bewerbungszeiträume und Kosten bietet.

- Studentischer Akkreditierungspool: Auf jeder Konferenz können sich Studierende in den studentischen Akkreditierungspool entsenden lassen, um an der Akkreditierung von entsprechenden Studiengängen an Hochschulen und Universitäten mitzuwirken.

## Ziele und Positionen
Die PsyFaKo verfolgt das Ziel, die Vernetzung der Psychologie-Fachschaften zu fördern, um den Informationsaustausch zu erleichtern und gemeinsam politisch auf Länder- und Bundesebene zu agieren. Die halbjährlichen Konferenzen bieten den Studierenden nicht nur die Möglichkeit, sich persönlich zu treffen und auszutauschen, sondern dienen auch als Plattform für die Entwicklung gemeinsamer Projekte und politischer Aktionen. Die vereinsinternen Struktur bietet darüber hinaus eine ganzjährige Schnittstelle für weiteres Engagement.
Zentrales Anliegen der PsyFaKo ist es, die Interessen der Psychologiestudierenden zu vertreten und positive Veränderungen im Gesundheits-, sowie Bildungssystem und im Berufsfeld zu erreichen. Durch ihre politische Arbeit setzt sich die PsyFaKo unter anderem für eine gerechte und transparente Gestaltung der Studien- und Prüfungsordnungen ein und fordert bessere Rahmenbedingungen für die Ausbildung von Psychotherapeutinnen und Psychotherapeuten.

### Psychotherapieausbildung und Berufszugang
Ein zentrales Anliegen der PsyFaKo ist die Reform der Psychotherapieausbildung im Zuge des Psychotherapeutengesetzes (PsychThG) und der Approbationsordnung. Die PsyFaKo fordert eine praxisnahe Ausbildung mit einer breiten methodischen Ausrichtung, die nicht zu früh zur Spezialisierung zwingt. Sie kritisiert die unzureichende Finanzierung der praktischen Weiterbildung und setzt sich für faire Arbeitsbedingungen von Psychotherapeutinnen und Psychotherapeuten in Ausbildung (PiA) sowie Psychotherapeutinnen und Psychotherapeuten in Weiterbildung (PiW) ein. Zudem fordert die PsyFaKo die Einbindung von Studierendenvertretungen in Entscheidungsprozesse zur Gestaltung von Zugangsvoraussetzungen und Weiterbildungskonzepten.

### Studium und Lehre
Die PsyFaKo setzt sich aktiv für die Verbesserung von Studium und Lehre ein. In ihren Positionspapieren fordert sie eine praxisnahe und methodisch vielseitige Ausbildung, die Studierenden nicht nur theoretisches Wissen, sondern auch anwendungsorientierte Kompetenzen vermittelt. Sie spricht sich für differenzierte Prüfungsformate aus, die über reines Auswendiglernen hinausgehen. Ein weiterer Schwerpunkt liegt auf der Anerkennung von Studienleistungen sowie der Transparenz bei Zulassungsverfahren zu Masterstudiengängen.

### Wissenschaft und Forschung
Im Bereich Wissenschaft und Forschung engagiert sich die PsyFaKo für Open Science, wissenschaftliche Integrität und die Verbesserung der Arbeitsbedingungen im akademischen Umfeld. Sie fordert die Förderung von Transparenz und Reproduzierbarkeit wissenschaftlicher Studien sowie den freien Zugang zu Forschungsergebnissen. Die PsyFaKo spricht sich gegen prekäre Arbeitsbedingungen im wissenschaftlichen Mittelbau aus und fordert langfristige Karriereperspektiven für den wissenschaftlichen Nachwuchs. Zudem setzt sie sich für Reformen des Wissenschaftszeitvertragsgesetzes (WissZeitVG) ein, um mehr Planungssicherheit für junge Wissenschaftler zu schaffen.

## Geschichte und Ursprung
Im Juni 2005 wurde mit der ersten Konferenz die PsyFaKo in Landau in der Pfalz ins Leben gerufen. Seither tagt sie einmal pro Semester für ein Wochenende an unterschiedlichen Universitäten in Deutschland.
Im Jahr 2007 wurden erstmalig organisatorische Ämter geschaffen und die Konferenzveranstaltung in Form eines Konferenzbandes dokumentiert. Im Jahr 2012 gründete sich zur 14. Tagung der PsyFaKo in Osnabrück der Verein PsyFaKo e.V., um eine bessere rechtliche Vertretung als Studierendenlobby zu ermöglichen. Die Eintragung als gemeinnütziger Verein ermöglicht sowohl die Beantragung von Fördergeldern als auch die Möglichkeit, Spenden zu erhalten. Der Sitz des Vereins liegt in Landau in der Pfalz, der Geschäftssitz wechselt je nach Zusammensetzung des Vorstands.
Seitdem erlebte die PsyFaKo einen Wachstum, bereits 2012 nahmen erstmalig über 100 Personen und bereits 2015 über 200 Personen an einer Konferenzveranstaltung teil.
Im Jahr 2016 fand erstmalig die Sport- und Vernetzungsveranstaltung PsychOlympia statt. Mittlerweile ist die Veranstaltung das größte ehrenamtlich organisierte Treffen für Psychologiestudierende in Deutschland und findet jährlich in Friedensau in Sachsen-Anhalt statt.
Auch auf politischer Ebene verzeichnete der Verein Erfolge. Im Jahr 2019 sammelt die vom Verein organisierte Bundestagspetition zur Reform des Psychotherapeutengesetzes (PsychThR) über 80.000 Unterschriften. Vertreterinnen und Vertreter des Vereins setzen sich bei der Bundestagsanhörung für bessere Bedingungen im Studium und der Ausbildung zum Psychotherapeuten ein.
Die im Jahr 2023, gemeinsam mit der Bundespsychotherapeutenkammer und über 50 Verbänden, Kammern und Fachgesellschaften, erstellte Bundestagspetition zur Finanzierung der Weiterbildung, schaffte es ebenfalls in die Anhörung im Petitionsausschuss des Bundestages. Neben den 54097 online-Mitzeichnungen wurden nochmals über 17.500 handschriftliche Unterschriften verzeichnet. Seither organisierte der Verein mehrmals Demonstrationen, insbesondere zur Finanzierung der Weiterbildung.

## Struktur

### Halbjährliche Konferenzen
Die halbjährlichen Konferenzen der PsyFaKo bilden das zentrale Element ihrer Arbeit. Diese mehrtägigen Veranstaltungen bieten den Mitgliedern eine Plattform, um sich persönlich zu treffen, Ideen auszutauschen und gemeinsam an hochschulpolitischen Themen zu arbeiten.
Während der Konferenzen werden mittels eines Open-Slot-Konzepts Kleingruppen zu verschiedenen Themen gebildet, die von hochschulpolitischen Fragen bis hin zu praktischen Herausforderungen in der Fachschaftsarbeit reichen. Darüber hinaus finden mehrere Plena statt, die dazu dienen, wichtige Entscheidungen zu ermöglichen, wie beispielsweise das Treffen von Beschlüssen und Stellungnahmen.
Auf den Konferenzen findet ebenfalls die Mitgliederversammlung des Vereins statt, bei der u. a. die nächste ausrichtende Fachschaft (AFS) sowie der Konferenzrat (KonRat) gewählt werden. Beschlussfähig ist eine PsyFaKo dann, wenn ein Viertel aller universitären psychologischen Fachschaften Vertreterinnen und Vertreter entsendet und die PsyFaKo ordnungsgemäß einberufen wurde.
Das Abschlussplenum findet standardmäßig am letzten Tag einer jeden Konferenz statt. Hier werden die zuvor auf der Konferenz diskutierten Positionspapiere abgestimmt, Personen in den studentischen Akkreditierungspool sowie die AGs mitsamt ihren Koordinationen entsandt. Darüber hinaus können im Abschlussplenum Mitglieder für besondere Angelegenheiten entsandt werden.
Über die Ergebnisse der Slots, Plena sowie der Mitgliederversammlung einer Konferenz wird im Anschluss an eine Konferenz durch den neuen KonRat der Konferenzband erstellt und auf der Website des Vereins hochgeladen.
Neben der inhaltlichen Arbeit bieten die Konferenzen ein abwechslungsreiches Rahmenprogramm mit Rundgängen am Austragungsort, Freizeitveranstaltungen und Treffen, um den Austausch und die Vernetzung der Teilnehmenden zu fördern.

### Ausrichtende Fachschaft
Die AFS ist ein essenzieller Bestandteil der PsyFaKo, da sie die verantwortliche Fachschaft für die Ausrichtung der nächsten Konferenz ist. Die gewählten Fachschaften kümmern sich um die Organisation der Konferenz, von Räumlichkeiten und Programm, über Verköstigung und Freizeitplanung bis hin zu Sponsoring.
Die AFS wird auf jeder Konferenz für das kommende Jahr bestimmt, für die jeweilige Winter bzw. Sommer-Konferenz. Darüber hinaus bestimmt jede AFS für ein Jahr eine Person als Mitglied des KonRats, welche sich neben der typischen Arbeit des KonRats spezifisch auf die Angelegenheiten der AFS und die Ausrichtung der jeweiligen Konferenz konzentriert.

### Konferenzrat
Der KonRat ist das oberste beschlussfassende Gremium der PsyFaKo und besteht aus bis zu acht Mitgliedern.
Der KonRat koordiniert die politischen Arbeit, vertritt den Verein nach außen und setzt beschlossene Arbeitsaufträge um. Darüber hinaus unterstützt er die jeweilige AFS bei der Organisation der nächsten Konferenz. Der KonRat fungiert als Ansprechpartner für Studierende und pflegt Kontakt zu Instituten, Dachverbänden, psychologischen Organisationen, sowie anderen Bundesfachschaftentagungen.
In der Regel werden pro Konferenz drei neue Mitglieder des KonRats gewählt und ein AFS-Mitglied des KonRats aus der (neu) gewählten AFS benannt. Die Amtszeit beträgt jeweils zwei Geschäftsperioden (ein Jahr), um eine kontinuierliche Wissensweitergabe zu gewährleisten.
Aktuell (Stand: Wintersemester 2024/25) besteht der KonRat aus folgenden Mitgliedern:
- Luisa Baumgärtner (Universität Leipzig)
- Martha Bienefeld (Universität Münster)
- Debora Buch (Technische Universität Dresden, AFS-Mitglied des KonRats für die Konferenz des L´Ostblocks in Greifswald im Wintersemester 2025)
- Lucas Hoch (Universität Wien)
- Robert Ritter (Technische Universität Dresden)
- Linnea Schraut (Georg-August Universität Göttingen)
- Clara Schwenzer (Rheinische Friedrich-Wilhelms-Universität Bonn)
- Martin Wiehr (Ludwig-Maximilians-Universität München, AFS-Mitglied des KonRats für die Konferenz in München im Sommersemester 2025)

### Vorstand
Der Vorstand der PsyFaKo besteht aus Mitgliedern, die den Verein leiten, seine rechtliche Vertretung darstellen und die Vereinsstrukturen sowie die Finanzen verwalten. Der Vorstand wird vom KonRat gewählt und arbeitet eng mit diesem zusammen. Außerdem gibt es die Rolle der Trainees, welche einen Einblick in die Rolle des Vorstandes gewinnen können, um gegebenenfalls später selbst Teil des Vorstands zu werden.

### Arbeitsgruppen
Die Arbeitsgruppen (AGs) der PsyFaKo sind spezialisierte Arbeitsgruppen, die sich auf bestimmte Themen oder Aufgabenbereiche konzentrieren. Die Mitglieder der PsyFaKo e.V. können sich in diesen AGs engagieren und ihre Expertise in verschiedenen Bereichen einbringen. Die AGs spielen eine wichtige Rolle bei der Umsetzung der politischen Ziele der PsyFaKo und tragen zur Vielfalt und Effektivität der Vereinsarbeit bei. Jede AG hat in der Regel zwei koordinierende Personen (AG-Koordination), die zusammen mit der AG im Abschlussplenum einer Konferenz entsandt werden.
2025 gibt es 13 aktive AGs:
AG Akkreditierung, AG Bachelor-Master, AG Chancengerechtigkeit, AG Entstigmatisierung, AG Marketing, AG Open Science, AG ÖPSI (Österreichische Psychologie-Studierendeninteressensvertretung), AG Praktikumsdatenbank, AG Psychologische Berufsvielfalt, AG PsychOlympia, AG Psychotherapie-Reform, AG Rolle der Alumni, AG Zulassungstest
Zu den ehemaligen Arbeitsgruppen gehören:
AG CHE, AG Interprofil, AG KonRat-Entlastung, AG Nachhaltigkeit, AG Professionalisierung, AG Vernetzung, AG Prävention und Evaluation, AG Masterplatzproblematik (wurde von der AG Bachelor-Master aufgenommen).

### Ehrenmitglieder
Einzelne Mitglieder, die sich über lange Zeit mit ihrem umfangreichen Engagement einen besonderen Beitrag zum Wohle des Vereins und seiner Ziele eingesetzt haben, können zu Ehrenmitgliedern ernannt werden. Folgende Personen sind (Stand 2025) Ehrenmitglieder des Vereins:
- Katharina Janzen
- Marie Hengstenberg
- Marius Haag
- Michael Groh
- Peter Fuchs